# Merapi (Java)
Nicht zu verwechseln mit dem indonesischen Vulkan Marapi auf Sumatra.
Der Merapi (von Sanskrit meru ‚Berg‘, indonesisch api ‚Feuer‘: ‚Feuerberg‘) ist ein Schichtvulkan auf der Insel Java in Indonesien. Er ist einer der aktivsten Vulkane des Landes und gilt als einer der gefährlichsten Vulkane der Welt.
Der Merapi ist nicht zu verwechseln mit dem Vulkan Marapi auf der Insel Sumatra und auch nicht mit dem erloschenen Merapi, einer Hälfte des Zwillingsvulkans Ijen-Merapi im Ijen-Vulkankomplex am Ostende der Insel Java. Das Wort gunung bedeutet „Berg“ und wird im Indonesischen grundsätzlich den Eigennamen von Bergen vorangestellt, weshalb alle aufgeführten Berge im Indonesischen Gunung Merapi genannt werden.

## Mythologie

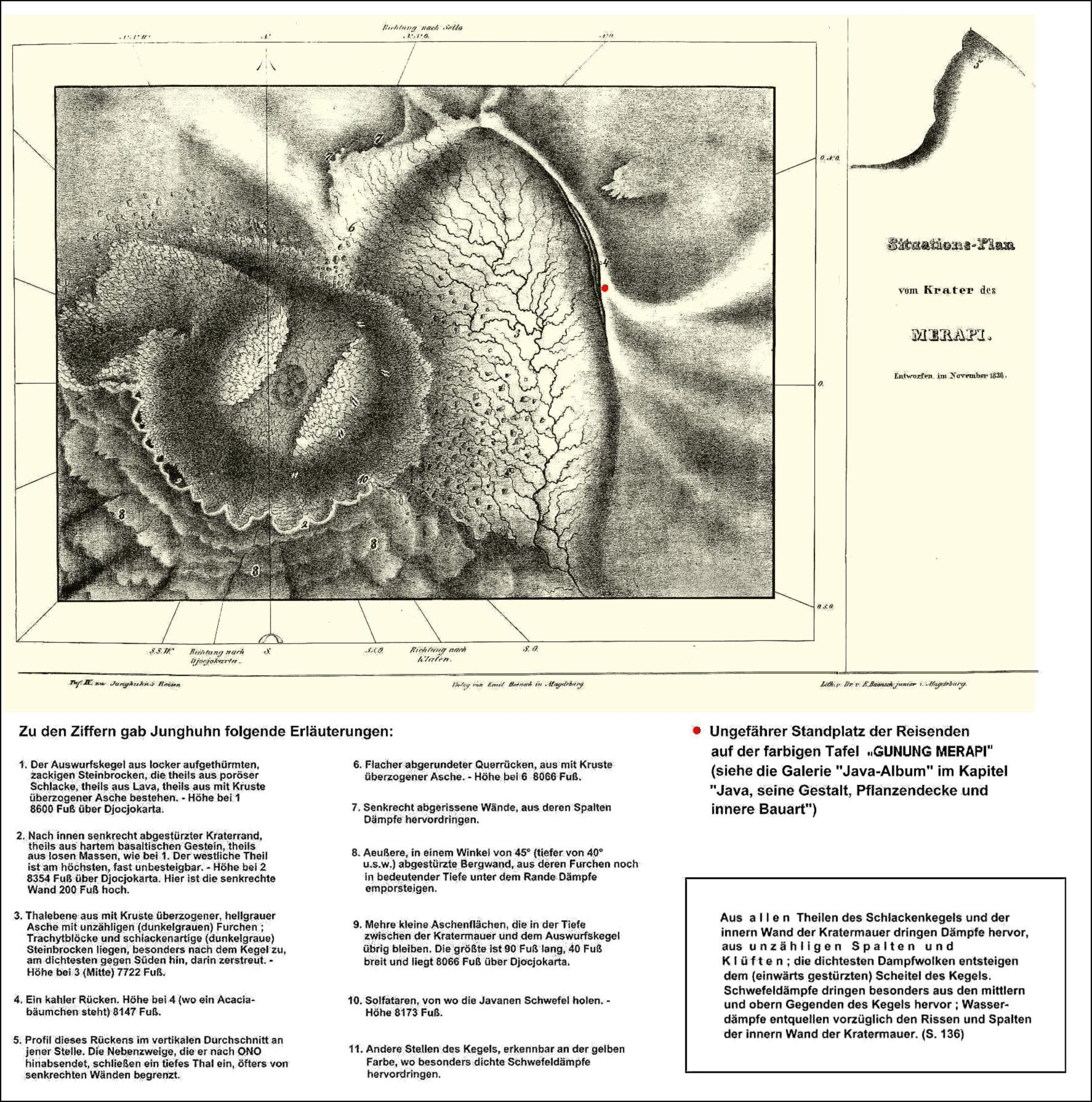
„Situationsplan“ des Merapi vom November 1836, aus: Franz Wilhelm Junghuhn: Topographische Reisen

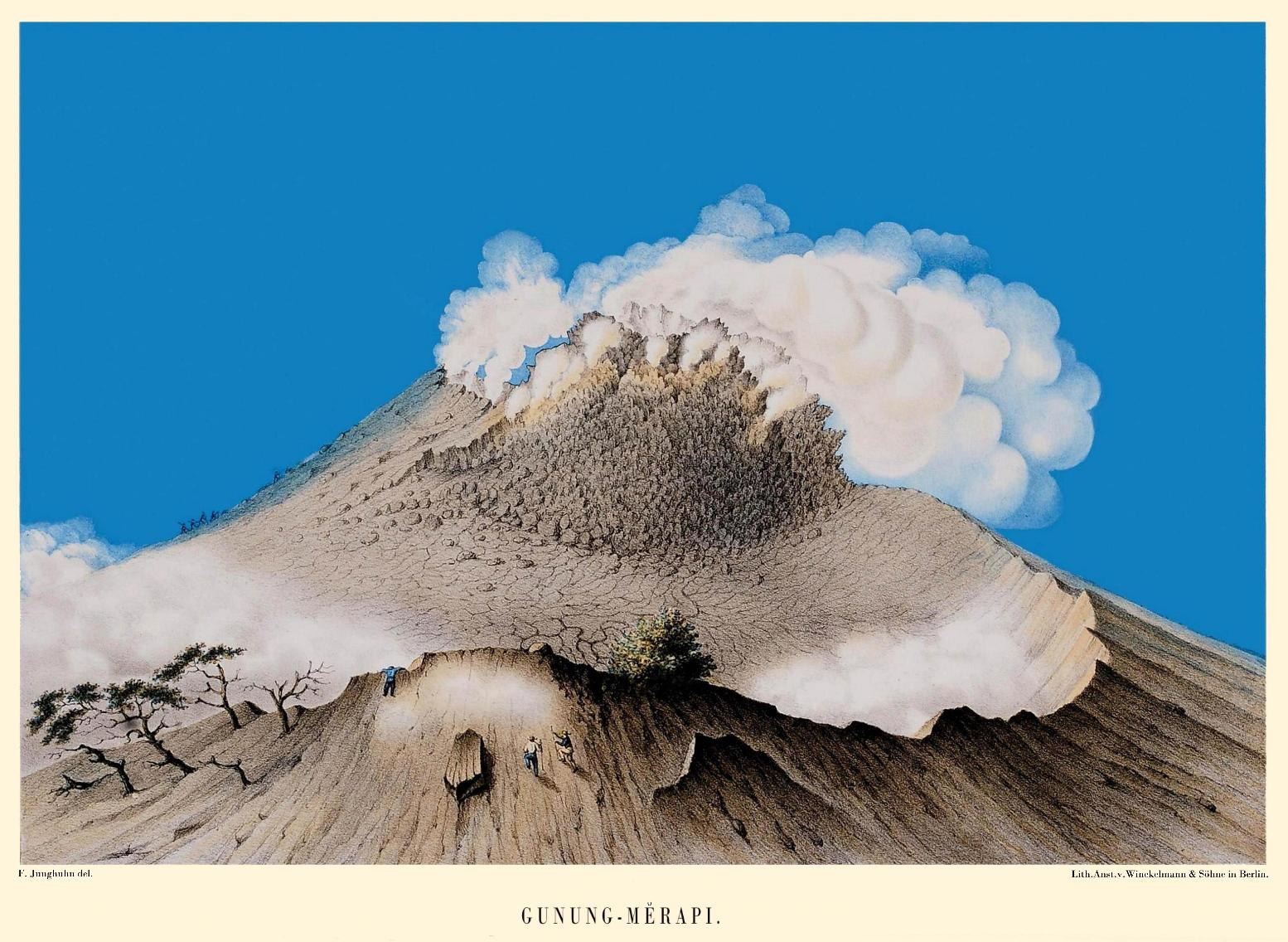
Staukuppe auf dem Merapi im Jahr 1836. Aus: Franz Wilhelm Junghuhn: Java-Album zum Werk Java, seine Gestalt, Pflanzendecke und innere Bauart.

Der Vulkan hat eine besondere Bedeutung für die Bevölkerung von Java: Er ist einer von vier Orten, an denen Beamte der königlichen Paläste von Yogyakarta und Surakarta (Solo) jährlich Opfergaben zur Besänftigung der alten Geister von Java erbringen. Im Glauben der Javaner befindet sich auf dem Merapi ein unsichtbares Königreich, dessen König die Bewohner um den Vulkan schützt.
In großer Höhe auf dem Merapi lebte bis zum Ausbruch des Vulkans im Jahr 2010 der spirituelle Wächter des Vulkans, Ki Surakso Hargo, genannt Mbah Marijan. Er diente der Vorstellung nach sowohl den Geistern und Dämonen des Merapi als auch dem Sultan von Yogyakarta, von dessen Vorgänger (Sri Sultan Hamengkubuwono IX.) er zum Wächter des Vulkans bestimmt worden war. Nach Meinung der Einheimischen einschließlich des Sultans konnte er das Verhalten des Berges vorhersagen. Die Bewohner hörten eher auf seinen als auf den Rat der Wissenschaftler. Besonders in ländlichen Gebieten, in welchen die Mehrheit der Javaner lebt, hat sich bis heute der Glaube an Geister und Ahnenkulte gehalten, was zum Teil auch darauf zurückzuführen ist, dass manche Javaner nur oberflächlich islamisiert wurden. Mbah Marijan kam beim Ausbruch des Vulkans am 26. Oktober 2010 zusammen mit 15 anderen Anwesenden ums Leben.

## Geographie

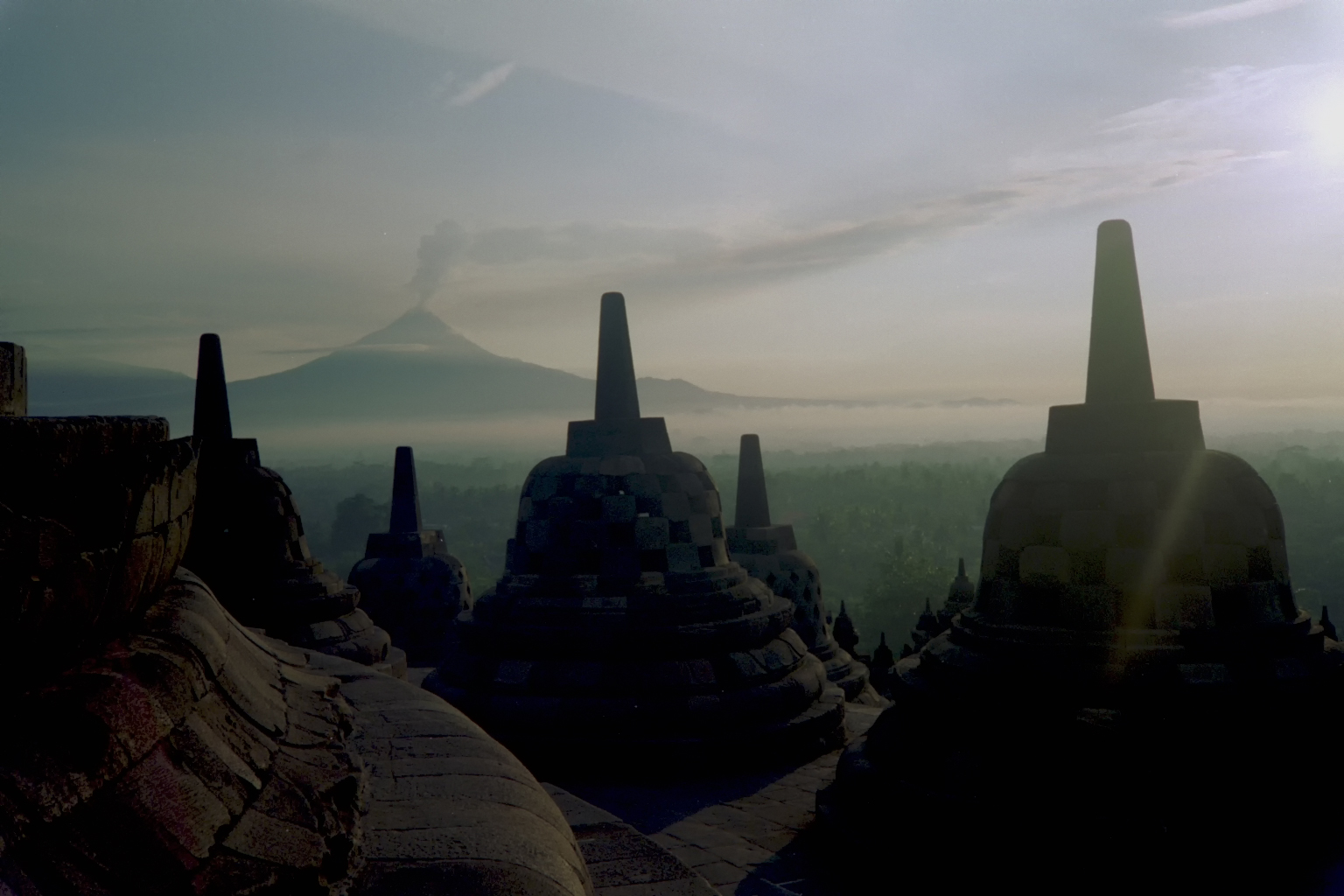
Der Stupa Borobudur mit dem rauchenden Merapi im Hintergrund

Der Merapi befindet sich etwa in der Mitte Javas ca. 35 km nördlich der Großstadt Yogyakarta. Mit seiner hochexplosiven Tätigkeit infolge seines zähflüssigen Magmas, das sich zu Staukuppen auftürmt und bei Ausbrüchen verheerende Lahare zur Folge hat, gilt er als der gefährlichste Vulkan Javas.
An den Flanken des Vulkans leben zehntausende Menschen; einige Orte liegen auf bis zu 1700 m Höhe. In der Nähe liegen die historischen Tempelanlagen von Prambanan und der Stupa von Borobudur; beide zählen zum Weltkulturerbe. Borobudur wurde beim Ausbruch des Merapi im Jahr 1006 von einer Asche- und Gesteinsschicht begraben und beim Ausbruch 2010 bis Anfang November von einer 3 cm dicken säurehaltigen Ascheschicht bedeckt, welche die Bausteine angreift.

## Geologie

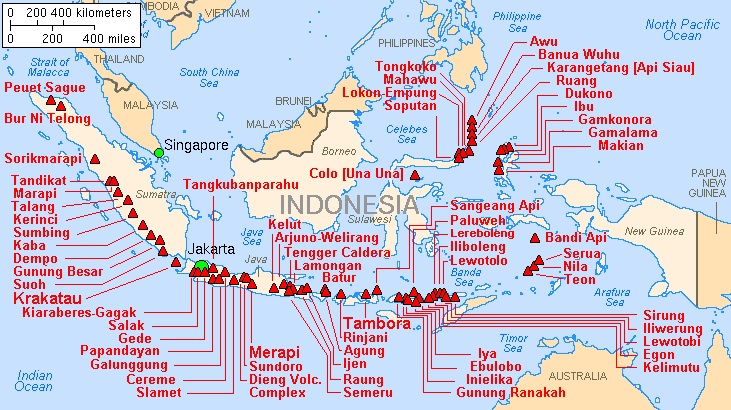
Karte der Vulkane in Indonesien

Indonesien hat die weltweit höchste Dichte von Vulkanen und ist Teil des so genannten „Pazifischen Feuerrings“, zu dem auch der Gunung Merapi gehört.
Da der Merapi ein Schichtvulkan ist, wechselt er zwischen Aschen-Ausbrüchen und Lava-Ausflüssen. Diese verschiedenen Ausbrüche tragen zu seinem typischen Aussehen bei: die Schichtung des Vulkans besteht abwechselnd aus Asche, Lava, Asche usw.
Der Gunung Merapi ist der jüngste und südlichste von einer Gruppe von Vulkanen im südlichen Java. Er befindet sich in einer Subduktionszone, wo die Australische Platte unter die Eurasische Platte gleitet. Schichtenkundliche Analysen offenbarten, dass die Eruptionen in der Gegend des Vulkans vor etwa 400.000 Jahren im Pleistozän begannen. Ab dieser Zeit, bis vor rund 10.000 Jahren, nahmen die Eruptionen in üblicher Weise zu. Die ausfließende Lava war in dieser Zeit basaltisch. Später wurden die Eruptionen explosiver und zähflüssige andesitische Lava bildete häufig Lavadome. Durch Zusammenbrüche dieser Lavadome wurden häufig pyroklastische Ströme und größere Explosionen hervorgerufen. Die Explosionen führten wiederum zu Eruptionssäulen, die beim Zusammensturz weitere pyroklastische Ströme erzeugten.
2006 wurde unter dem Merapi ein großes Objekt entdeckt, bei dem es sich vermutlich um eine gewaltige Magmakammer handelt. Seismische Wellen werden unterhalb Javas durch sie offensichtlich erheblich verlangsamt; sie enthält etwa dreimal so viel Magma, wie der Tambora beim größten Vulkanausbruch der letzten 10.000 Jahre ausspie.

## Ökologie
Der oberste Teil des Vulkans ist aufgrund der regelmäßigen Eruptionen ohne Vegetation. Erst unterhalb dieser Zone liegen ausgedehnte Kasuarinenwälder, die unter Naturschutz stehen.

## Vulkanische Aktivität

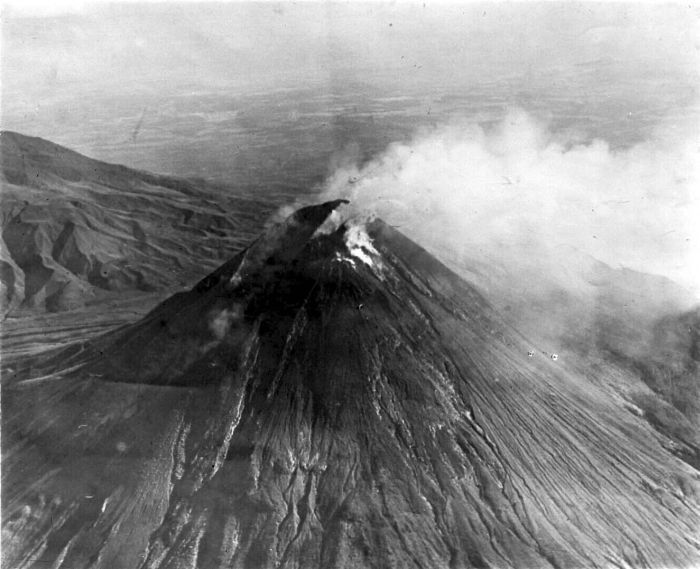
Merapi, 1930

Derzeit gilt der Merapi als ein so genanntes offenes System – dies reduziert seine Sprengkraft, weil sich weniger Druck aufbauen kann; ein etwaiger Verschluss des Schlotes birgt jedoch große Risiken.
Die Bevölkerung Yogyakartas vertraut auch infolge jährlich regelmäßig erbrachter Opfergaben darauf, dass die Hauptrichtung der Ausbrüche in abgewandter Richtung von der Großstadt liegt; dies war in den letzten Jahrzehnten der Fall. Bei den Eruptionen 2010 erfolgten jedoch bereits einige auch in Richtung der Agglomeration; in ihrem Zentrum wurden Ablagerungen früherer Ausbrüche gefunden.
Typische kleinere Eruptionen finden alle zwei oder drei Jahre statt. Größere Ausbrüche kommen durchschnittlich alle zehn bis fünfzehn Jahre vor. Beträchtliche Eruptionen verursachten häufig den Tod vieler Menschen und fanden vor allem in den Jahren 1006, 1786, 1822, 1872 (der gewaltigste Ausbruch in der neueren Zeit, hier wurden zahlreiche Dörfer zerstört.) und 1930 statt; hier wurden 13 Dörfer zerstört und 1400 Menschen von pyroklastischen Strömen getötet.
Typisch für den Merapi ist dieser Ausstoß von heißen Aschewolken (so genannter Pyroklastischer Ströme oder nuée ardente), welche eine Temperatur von bis über 700 °C erreichen und unter Bildung einer Art Luftkissen als Gleitpolster in rasender Geschwindigkeit die Vulkanhänge herunterstürzen.
In der Vergangenheit gab es dabei mehrmals heftige Ausbrüche, die Gas- oder Schlammlawinen zur Folge hatten. Seit 1548 gab es 68 Eruptionen (Stand 2000).
1006 bedeckte eine sehr große Eruption den gesamten zentralen Teil von Java mit Vulkanasche. Es wird angenommen, dass auf diese Verwüstung der Zusammenbruch der hinduistischen Zivilisation des Königreichs von Mataram zurückzuführen ist. Im anschließenden Machtvakuum übernahmen die Muslime die Herrschaft über Java. Bei diesem Ausbruch wurde u. a. der nahe gelegene buddhistische Tempel Borobudur unter heißer Asche und Steinen begraben. 

### 1992 bis 2002

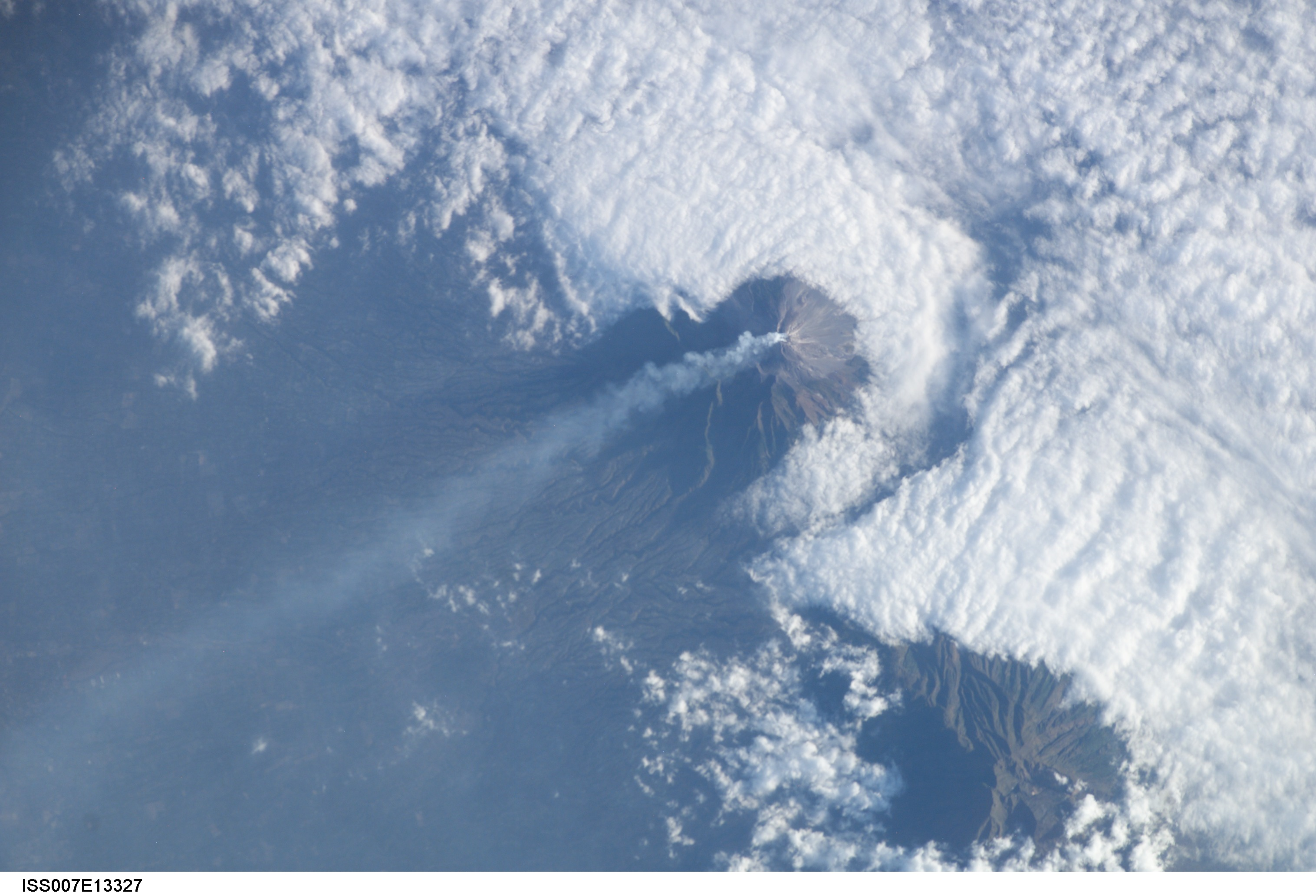
Satellitenbild des Merapi. Aufgenommen im August 2003 durch die NASA

Einer der neueren Ausbrüche des Merapi begann im Jahr 1992 und hielt zehn Jahre an. Während dieser Zeit bildete sich ein Lavadom, der bis zu einem halben Meter pro Tag anstieg. 1994 erreichte der Lavadom den Rand des Vulkankraters. Seither führten Felsstürze vom Lavadom zu regelmäßigen pyroklastischen Strömen. Gegen Ende des Jahres 1994 brach nahezu der gesamte Lavadom ein und erzeugte einen sehr großen pyroklastischen Strom, der vom Gipfel aus etliche Kilometer weit abging und 43 Menschen tötete. Insgesamt wurden 1994 infolge der vulkanischen Aktivität 66 Menschen getötet.
Nach einer großen Eruption im November 1994 bildete sich ein neuer Lavadom im Krater des Vulkans. In den darauffolgenden Jahren folgten viele kleine Ausbrüche, die täglich zahlreiche Lavalawinen und pyroklastische Ströme hervorriefen. Die Eruptionen endeten Ende 2002.

### 2006
Seit dem Sommer 2005 ist wieder eine verstärkte seismische Aktivität des Merapi zu beobachten. Diese seismischen Aktivitäten traten in immer regelmäßigeren Intervallen auf und der Vulkankegel schwoll an. Im April 2006 wurden die benachbarten Orte am Vulkan erstmals wieder in höchsten Alarmzustand versetzt, damit sie jederzeit evakuiert werden können. Am 19. April 2006 erreichte der Rauch aus dem Krater eine Höhe von 400 Metern. Noch am Tag zuvor erreichte der Rauch lediglich eine Höhe von 75 Metern.
Nach neun Beben und auffälligen Magmabewegungen wurden am 23. April 2006 zirka 600 ältere Menschen und Kinder an den Hängen des Vulkans evakuiert. Anfang Mai 2006 stieß der Vulkan verstärkt Asche- und Rauchwolken sowie Lava aus. Bereits zu diesem Zeitpunkt verließen mehr als 5000 Menschen ihre Häuser. Im südlichen Bereich des Gipfels bildete sich innerhalb von wenigen Tagen ein neuer zehn Meter hoher Lavadom. Er hatte ein geschätztes Volumen von zirka 2,4 Mio. m³ und war mit der Situation im Jahr 1992 vergleichbar. Entgegen den Erwartungen beruhigte sich der Gunung Merapi um den 16. Mai 2006 zunächst wieder. Zwar floss nach wie vor Lava aus dem Vulkan, jedoch ließen die Asche-, Gas- und Steinausstöße nach. Trotzdem herrschte beim Gunung Merapi weiterhin der höchste Alarmzustand.

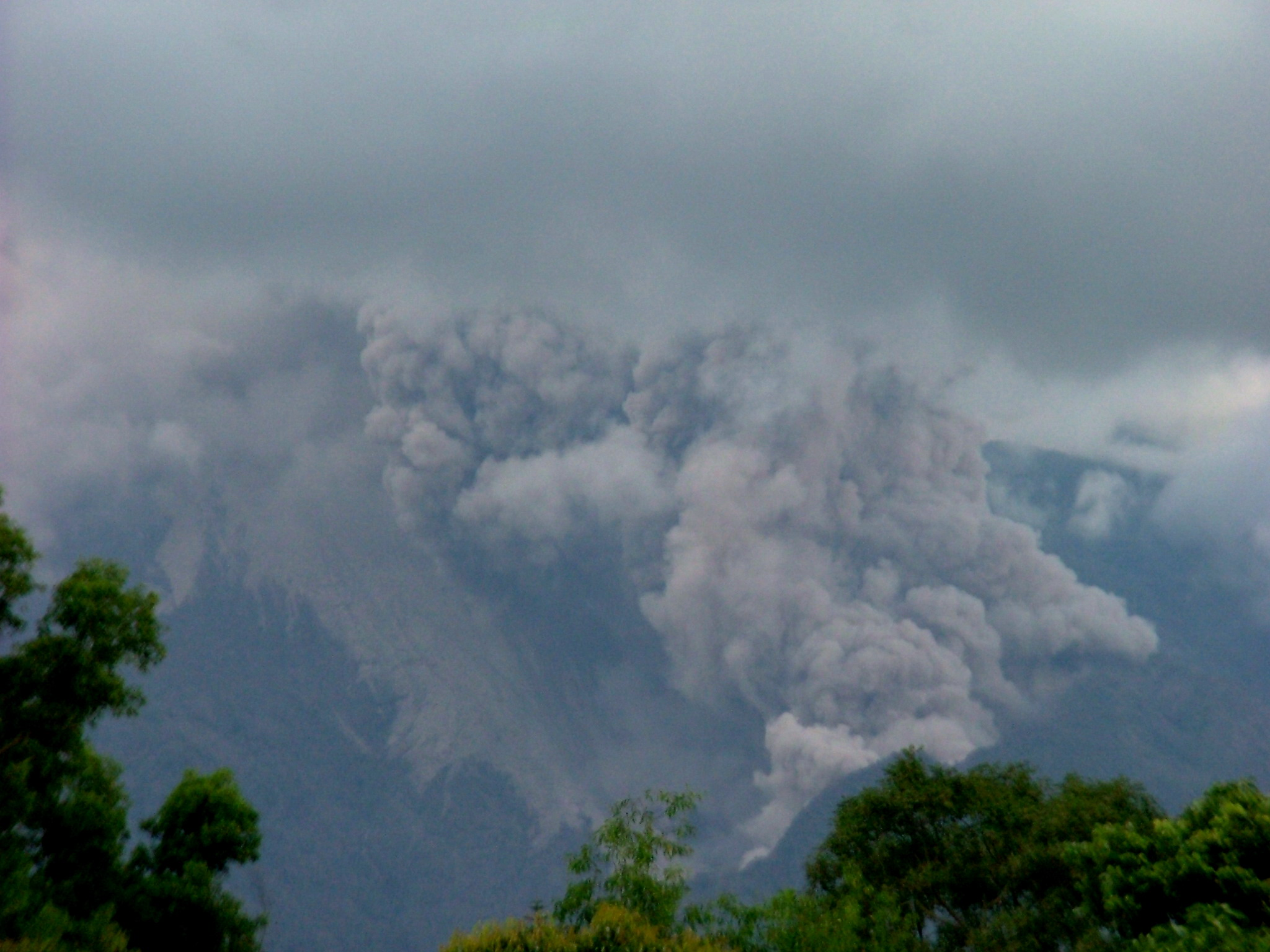
Pyroklastischer Strom am Merapi, Juni 2006

Am 27. Mai 2006 kam es in der Region von Yogyakarta zu einem Erdbeben der Stärke 6,3, bei dem Tausende Menschen starben und starke Zerstörungen verursacht wurden. Zwar war mit dem Erdbeben kein größerer Ausbruch des Gunung Merapi verbunden, der Vulkan stieß jedoch in der Folge eine drei Kilometer hohe Aschewolke aus und wurde von Wissenschaftlern als noch gefährlicher eingestuft. Es wird vermutet, dass durch das Erdbeben ein Gesteinsbrocken, der den Glutschlot des Vulkans verschließt, gelockert worden sei und sich die Druckverhältnisse des Vulkans verändert haben könnten. Am 6. Juni 2006 lösten sich Teile des Gunung Merapi in flüssiges Gestein auf, wodurch nun die West- und Südwesthänge des Vulkans von Lava und heißen Gaswolken bedroht werden. Zudem spie der Vulkan in den Folgetagen große Mengen an heißen Gas- und Aschewolken aus, die in bis zu fünf Kilometer Entfernung an den Berghängen niedergingen und dort die Vegetation stark beeinträchtigten. Mittlerweile waren Zehntausende Menschen aus dem Gebiet um den Vulkan geflohen.

### 2010

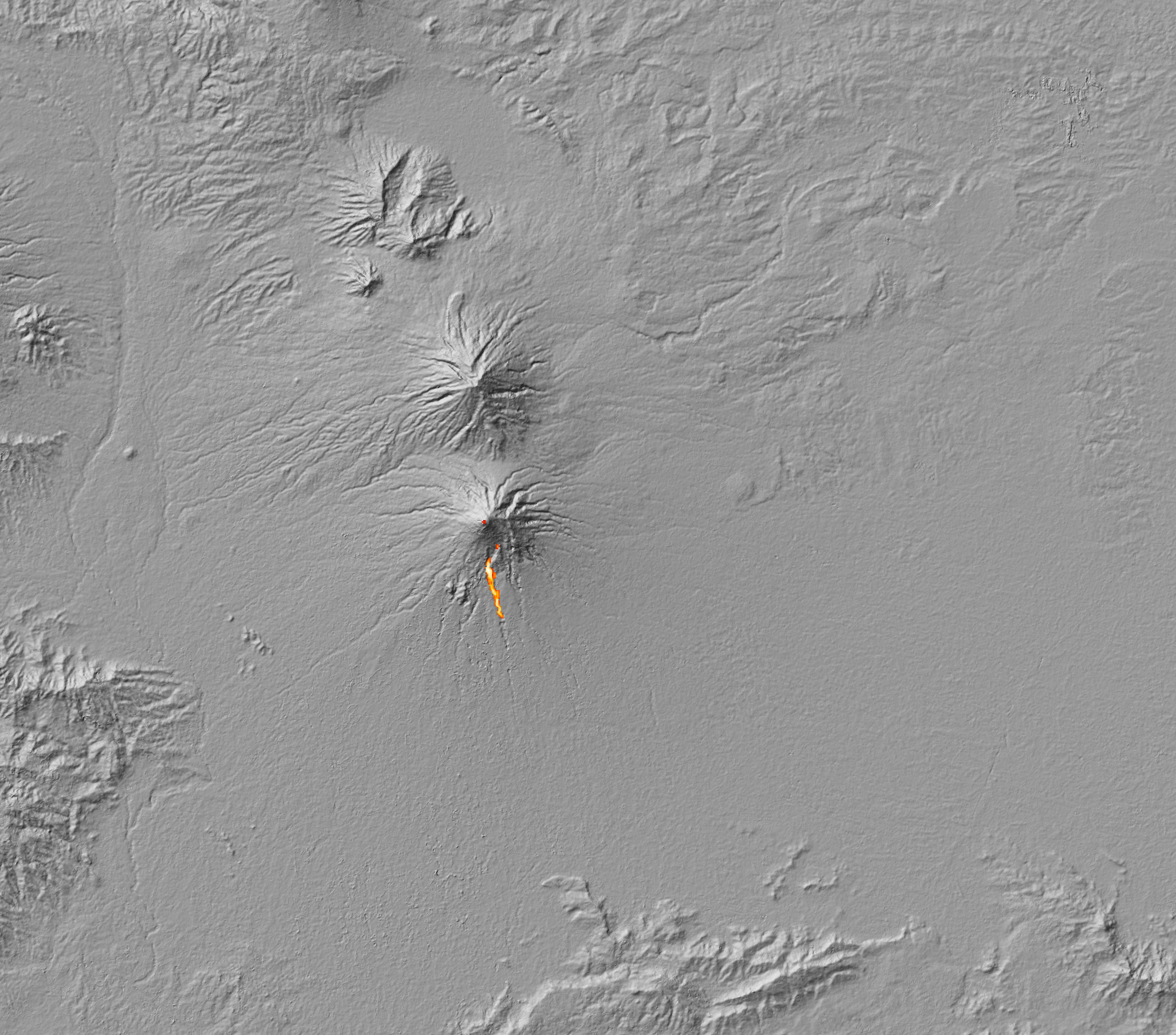
Pyroklastischer Strom am 30. Oktober 2010 aus dem Weltall gesehen; earthobservatory.nasa.gov, NASA Terra Satellit

Im September des Jahres wurde durch das Center of Volcanology and Geological Hazard Mitigation (CVGHM) eine signifikante Erhöhung der seismischen Aktivitäten des Vulkans festgestellt. Am 13. September 2010 wurden weiße Rauchschwaden 800 m über dem Vulkan gesichtet. Zudem erhöhte sich zum 16. September 2010 das Aufblähen der Oberfläche von bis dahin 0,1 bis 0,3 mm auf eine Rate von 11 mm pro Tag. Über den 19. September wurden unzählige Erdbeben gemessen, so dass am nächsten Tag die CVGHM die Alarmstufe auf 2 (auf einer Skala von 1 (niedrigste) bis 4 (höchste)) erhöhte.
Am 26. Oktober 2010 wurde von der indonesischen Regierung für die Umgebung des Merapi die höchste Warnstufe ausgerufen und die Bevölkerung zur Evakuierung aufgerufen. In dem dicht besiedelten Evakuierungsgebiet 10 km um den Krater herum leben etwa 19.000 Menschen. Am 26. Oktober 2010 brach der Vulkan aus und schleuderte drei Mal Rauch und Vulkanasche bis in 1,5 Kilometer Höhe aus. Durch diesen Ausbruch wurden 38 Menschen getötet und viele weitere insbesondere durch Verbrennungen verletzt.
Am 29. Oktober 2010 um 20 Uhr (MESZ, Ortszeit: 30. Oktober 2010, 01:00 Uhr) erfolgte ein neuer starker Ausbruch. Die Umgebung wurde in einem Radius von 10 km um den Vulkan evakuiert. Südlich des Vulkans wurden durch die heiße Aschenwolke bis zu einem Abstand von 4 km Felder und Bäume verbrannt.
Am 5. November 2010 brach der Vulkan nachts (Ortszeit) erneut aus und schleuderte Geröll und Asche 4 km in die Luft. Bei dieser neuerlichen Eruption verloren über 70 Menschen ihr Leben; die Leichen waren teilweise infolge eines pyroklastischen Stroms bis zur Unkenntlichkeit verbrannt. Die Behörden hatten kurz zuvor die Sicherheitszone von 15 auf 20 km erweitert, aber viele Bewohner der nahegelegenen Dörfer hatten sich der Evakuierung widersetzt. Der Flughafen Yogyakarta wurde geschlossen.
In den folgenden Tagen folgten weitere, immer schwerer werdende Eruptionen mit dem Ausstoß von Aschenwolken bis in 6 km Höhe; deswegen wurden zahlreiche Flüge von und nach der Hauptstadt Jakarta gestrichen.
Mitte November gaben die Behörden eine leichte Entwarnung aus. Darauf begaben sich zunächst ca. 35.000 der evakuierten bzw. geflüchteten Menschen aus ihren Notunterkünften wieder auf den Heimweg in ihre von einer dicken Ascheschicht bedeckten Dörfer. Ende November wurde die Schutzzone erneut verkleinert sowie der Flughafen Yogyakarta wieder geöffnet.
Bis zum 29. November des Jahres umfasste die vorläufige Schadensbilanz dieses Ausbruchs u. a. 324 Tote, mehr als 400 Verletzte, zahlreiche Vermisste, 26 zerstörte Dörfer, mehr als 390.000 in Notunterkünften untergebrachte Menschen; der Ausbruch wurde als der schwerste seit 100 Jahren bezeichnet.
Am 29. November gingen am Merapi mehrere Lahare ab. Ein besonders großer Schlammstrom floss durch den Fluss Kali Code und überflutete an seinem Ufer mehrere Häuser; erneut mussten über 400 Menschen die Flucht ergreifen.

### 2018
Am Morgen des 11. Mai 2018 ereignete sich eine phreatische Explosion am Vulkan. In der Folge wurde in einem Gebiet von fünf Kilometern Radius zu Evakuierungen aufgerufen. Der internationale Flughafen Adisucipto wurde wegen der Aschewolke geschlossen.
Am 1. Juni 2018 gab es morgens um 08:20h Ortszeit eine zwei Minuten andauernde heftige Eruption. In der Folge wurde Asche bis zu einer Entfernung von 6 km um den Krater herum ausgeworfen und die Höhe der Aschewolke erreicht etwa 9 km Höhe. Bereits am 24. Mai gab es spätabends eine ähnliche, aber kleinere Eruption. Vulkanforscher vor Ort erklärten, dass sich Kammern im Vulkan wieder mit Magma füllen, es aber unbekannt ist, wann dieses die Oberfläche erreicht. Mit einer sofortigen Eruption mit Lava wurde nicht gerechnet.

### 2020
Am 13. Februar 2020 stieg während eines zweieinhalbminütigen Ausbruchs eine Aschesäule etwa 2 km hoch.
Am 3. März 2020 stieg während eines siebenminütigen Ausbruchs eine Aschesäule etwa 6 km hoch.
Am 27. März 2020 stieg im Zuge eines Ausbruchs eine Aschesäule etwa 5 km hoch.
Am 21. Juni 2020 erfolgten 2 Ausbrüche. Aschepartikel stiegen mit der erwärmten Luft mehrere Kilometer hoch auf. 

### 2023
Am 11. März 2023 brach der Vulkan erneut aus. Die Aschesäule war etwa 3 km hoch.

## Überwachung
Der Gunung Merapi ist Teil eines sehr aktiven Vulkan-Überwachungs-Programms. Die seismische Überwachung begann im Jahre 1924. Einige dieser Überwachungsstationen bestehen noch heute. Die Ausrüstung in den Überwachungsstationen Babadan (nordwestlich gelegen), Selo (zwischen Merbabu und Gunung Merapi) und Plawangan wurde jahrzehntelang seit ihrer Errichtung erneuert. In den 1950er und frühen 1960er Jahren mangelte es jedoch einigen Überwachungsstationen an Ausrüstung und Geldmitteln. Erst nach den 1970er Jahren trat eine Verbesserung ein, als neue Ausstattungen zur Verfügung gestellt wurden. Einige der früheren Überwachungsstationen wurden beim Ausbruch im Jahre 1930 zerstört. Neuere Überwachungsstationen wurden in der Folge umverlegt.
In gleicher Weise verfuhr man nach dem Ausbruch im Jahre 1994, infolge dessen die Überwachungsstation Plawangan mit ihrer Ausrüstung nach Kaliurang umgesiedelt wurde. Damit reagierte man auf die Bedrohung für das Personal der Überwachungsstation in den großen Höhen. Beim Ausbruch im Jahre 1930 wurde festgestellt, dass diesem eine Vielzahl von großen Erdbeben vorausging. Zurzeit befindet sich um den Vulkan ein Netzwerk aus acht Seismographen. Dieses Netzwerk ermöglicht den Forschern die exakte Feststellung der Herde der Beben. 1,5 km unter dem Gipfel befindet sich eine Zone, in der bisher keine Erdbebenherde festgestellt wurden. Dort vermutet man das Magma-Reservoir, von dem aus die Eruptionen gespeist werden. Zudem werden magnetische Messungen und Messungen der Neigung des Vulkankegels vorgenommen. Es wurde entdeckt, dass bei Eruptionen kleine Veränderungen des lokalen Magnetfeldes messbar sind. Durch die Messungen der Neigung kann ein Aufblähen des Vulkans festgestellt werden, was durch ein Anfüllen der Magmakammer verursacht wird. Durch seismische Überwachungen können zudem so genannte Lahare aufgespürt werden. Ein Lahar stellt eine große Gefahr beim Vulkan dar und wird durch Regen verursacht, der die Ablagerungen von pyroklastischen Strömen wieder in Bewegung setzt. Er kann aufgespürt werden, da er ein hochfrequentes seismisches Signal verursacht. Durch Beobachtungen wurde festgestellt, dass ein Niederschlag mit ca. 50 mm pro Stunde den Schwellenwert für das Auftreten von Laharen darstellt.

### Fotos und Videos
- Fotos und Videos der Ausbrüche am Merapi
- Aktuelle Webcams mit Blick auf den Merapi (Zeitverschiebung beachten!)
- Gunung Api. Leben am Feuerberg. travelmedicus.com (32-minütige Videodokumentation vom Ausbruch des Merapi 2010)

### Wissenschaftliche Beiträge
- Merapi (Java) im Global Volcanism Program der Smithsonian Institution (englisch)
- Informationen und Fotos bei Oregonstate
- C. G. Newhall, e.a.: 10,000 Years of explosive eruptions of Merapi Volcano, Central Java: archaeological and modern implications. (PDF; 1,9 MB) In: Journal of Volcanology and Geothermal Research, 100, 2000, S. 9–50 (englisch)
- Martin Müller: Elektromagnetik an Vulkanen. Die Anwendung der Long-Offset Transient Electromagnetics (LOTEM)-Methode an den Vulkanen Vesuv (Italien) und Merapi (Java, Indonesien), Diss. 1999, Univ. zu Köln (PDF)
- Katherine Donovan: Doing social volcanology: exploring volcanic culture in Indonesia. (PDF) In: Area. 42, 2010, S. 117–126, doi:10.1111/j.1475-4762.2009.00899.x. (Zum Einfluss kultureller Bräuche und Gewohnheiten auf die Reaktion bzgl. Vulkangefahren, speziell am Merapi) (PDF, englisch; 348 kB)
- J.E. Hammer, e.a.: Magmatic processes revealed by textural and compositional trends in Merapi dome lavas, Journal of Volcanology and Geothermal Research 100 (2000) 165–192 (PDF, englisch) doi:10.1016/s0377-0273(00)00136-0
- C. Gerstenecker1, e.a.: Validation of Digital Elevation Models around Merapi Volcano, Java, Indonesia, Natural Hazards and Earth System Sciences, 5,863–876, 2005; SRef-ID: 1684-9981/nhess/2005-5-863, European Geosciences Union (PDF, englisch; 1,9 MB)